# عبدالله سیانیانگ
عبدالله سیانیانگ (انگلیسی: Abdoulie Sanyang؛ زادهٔ ۸ مهٔ ۱۹۹۹) بازیکن فوتبال اهل گامبیا است.
از باشگاه‌هایی که در آن بازی کرده است می‌توان به باشگاه ورزشی لمل اشاره کرد.
وی همچنین در تیم ملی فوتبال گامبیا بازی کرده است.